# فاطمة علي (مغنية)
فاطمة علي (12 مايو 1922 - 3 أبريل 1989) هي ممثلة ومغنية مصرية.

## سيرتها
ولدت فاطمة علي بالقاهرة بتاريخ 12 مايو 1922، درست في معهد الموسيقى المسرحية بعلم الصولفيج الغنائي على يد أستاذ متخصص في تربية الصوت وهو «مسيو بافيادس»، وتعلمت التاريخ الموسيقى على يد الأستاذ محمد شرف الدين سليمان.
اكتشفها الملحن أحمد صدقي من خلال برامج الأركان الشعبية وقدم لها أول إلحانها في أغنية «أنا بنت الريف الفلاحة» وهي أول عمل لشاعر الغنائي محمد حلاوة، قدمت الكثير من البرامج الغنائية والأوبريتات الغنائية من خلال الإذاعة المصرية، ظهرت في العديد من الأعمال السينمائية الغنائية المصرية علي هيئة أغاني مرئية، توفيت بالقاهرة في 3 أبريل 1989.

## أغانيها
- انا بنت الريف الفلاحه
- طالعه السلالم يامشالله عليها
- زفو العرايس
- اوعدنا يا رب
- عطشانه اسقينى
- فتح عيونك و ارفع ستاير النوم
- اسقى الورد
- غنى يا شادى
- علا اد ما كنت باحبك
- فيومى يا فراخ بدارا
- لو كان هواك
- خطبوها الحلوه خطبوها
- النجمه سهرانه
- الحلو ف الڤرندا
- إعمل معروف انا مش ادك
- جواب حبيبى فين
- رق و جانى
- رجعت لك تانى
- زمانى رمانى و الفرح جانى
- عجايب عجايب
- فتح عينيك و ارفع ستاير النوم
- كان يا ما كان
- لو كان هواك
- ميل علا عندى
- و حياة شبابك
- يا عشره غاليه يا ود غالى
- يا أغلا من سواد العين
- يا مسافر و الروح وياك
- يا عريس الهانم يا جميل

## أعمالها[5]
- السيد البلطي: 1967 - فيلم: كايداهم راقصة البوظة
- صراع مع الحياة: 1957 - فيلم: غناء أغنية الخطوبة
- عاشق الروح: 1955 - فيلم: غناء
- مملكة النساء: 1955 - فيلم: المطربة
- الحب المكروه: 1953 - فيلم: غناء
- طريق السعادة: 1953 - فيلم
- نساء بلا رجال: 1953 - فيلم: مطربة
- المهرج الكبير: 1952 - فيلم: غناء
- زمن العجائب: 1952 - فيلم: غناء
- كأس العذاب: 1952 - فيلم: غناء
- أسرار الناس: 1951 - فيلم: غناء
- أنا بنت ناس: 1951 - فيلم: غناء
- فرجت: 1951 - فيلم: غناء
- أمير الانتقام: 1950 - فيلم: غناء
- الخمسة جنيه: 1946 - فيلم: غناء
- مملكة النساء: 1955 - فيلم: غناء
- قلوب الناس: 1954 - فيلم: غناء
- الحب المكروه: 1953 - فيلم: غناء
- نساء بلا رجال: 1953 - فيلم: غناء عصر المدنية
- المهرج الكبير: 1952 - فيلم: غناء
- آمنت بالله: 1952 - فيلم: غناء أغنية "الريف"
- أموال اليتامى: 1952 - فيلم: غناء
- كأس العذاب: 1952 - فيلم: غناء - يا ليلة بيضاء ويا نهار سلطانى
- أسرار الناس: 1951 - فيلم: غناء
- أنا بنت ناس: 1951 - فيلم: غناء
- شهرزاد: 1946 - فيلم: غناء
- عابد المداح - مسلسل - إذاعي: غناء

## وصلات خارجية
- فاطمة علي على موقع IMDb (الإنجليزية)
- فاطمة علي على موقع الدهليز
- فاطمة علي على موقع قاعدة بيانات الأفلام العربية